# ستيفانو ماوري
ستيفانو ماوري (Stefano Mauri)، (منزا، 8 يناير 1980)، لاعب كرة قدم إيطالي.
بدأ مسيرته الكروية مع نادي ميدا في عام 1998، ولعب معهم حتى عام 2001، وشارك معهم في 83 مباراة وسجل 12 هدف، وفي عام 2001 انتقل إلى نادي مودينا، ولعب معهم حتى عام 2003، وشارك معهم في 34 مباراة وسجل هدفين، وفي موسم 2003/2004 انتقل إلى نادي بريشيا، ولعب معهم 30 مباراة وسجل 7 أهداف، وفي عام 2004 انتقل إلى نادي أودينيزي، ولعب معهم حتى عام 2006، وشارك معهم في 48 مباراة وسجل 5 أهداف، ومنذ عام 2006 وهو يلعب مع نادي لاتسيو.
و قد بدأ باللعب مع منتخب إيطاليا لكرة القدم في عام 2004.

## مسيرته الكروية
لعب ستيفانو ماوري خلال مسيرته الاحترافية مع 5 أندية في تسعة عشر موسمًا وسجل خلالها 68 هدفًا ضمن 448 مباراة. حيث فاز في موسمين بالكأس ولم يفز بأي دوري.
خاض ستيفانو ماوري مسيرته مع AC Meda 1913 ‏ في موسم 1998–99 واستمر معه طيلة ثلاثة مواسم، مشاركًا في 83 مباراة سجل خلالها 12 هدفًا. ثم انتقل إلى نادي مودينا في موسم 2001–02 ولمدة موسمين، حيث شارك في 34 مباراة سجل خلالها هدفين. لينتقل بعدها إلى نادي بريشيا في موسم 2003–04 لمدة موسم واحد، مشاركًا في 30 مباراة سجل خلالها 7 أهداف. ثم انتقل إلى نادي أودينيزي في موسم 2004–05 ولمدة موسمين، مشاركًا في 48 مباراة سجل خلالها 5 أهداف. هذا وانتقل لاحقًا إلى نادي لاتسيو في موسم 2005–06 ليلعب معه أحد عشر موسمًا، مشاركًا في 253 مباراة سجل خلالها 42 هدفًا.

## روابط خارجية
- ستيفانو ماوري على موقع قاعدة بيانات كرة القدم.إي يو (الإنجليزية)
- ستيفانو ماوري على موقع ناشيونال فوتبول تيمز (الإنجليزية)
- ستيفانو ماوري على موقع Soccerway.com (الإنجليزية)
- ستيفانو ماوري على موقع عالم كرة القدم.نت (الإنجليزية)
- ستيفانو ماوري على موقع كووورة
- ستيفانو ماوري على موقع AS.com (الإسبانية)